# Ole Hessler
Ole Hessler, född 27 oktober 1945, död 30 oktober 2002 i Strängnäs, var en svensk författare, litteraturkritiker och översättare.
Hessler var son till professor Carl Arvid Hessler och var verksam som litteraturkritiker i DN och arbetade som grafisk formgivare. Som översättare har han bland andra översatt Seamus Heaney och Ted Hughes. Hessler är begravd på Uppsala gamla kyrkogård.